# Homem Molotov
Homem Molotov é o título pelo qual se tornou conhecida uma foto tirada por Susan Meiselas durante a Revolução da Nicarágua de 1979. Famosa em seu contexto nicaraguense como um símbolo da revolução sandinista, foi amplamente reproduzida e remixada.
Fora desse contexto, foi recentemente reproduzido por meio de um meme da internet baseado na pintura Molotov de Joy Garnett, de 2003, e se tornou um estudo de caso proeminente da reutilização de arte.
A foto mostra um homem, mais tarde conhecido como Pablo "Bareta" Arauz, que está prestes a jogar um coquetel molotov, feito de uma garrafa de Pepsi, em sua mão direita, enquanto segura um rifle em sua esquerda.